# Полице-Домбрувка
«Полице-Домбрувка» — планируемая пассажирская станция Щецинской метрополийной электрички. Она будет расположена в городе Полице, в округе Домбрувка, по которому и получит своё название. Открытие станции запланировано на 2022 год.

## Проектирование
В рамках проекта Щецинской метрополийной электрички планируется строительство на станции двух платформ, стоянок для автомобилей и велосипедов.